# Josephine Dunn
Pour les articles homonymes, voir Dunn.
Josephine Dunn (de son vrai nom Mary Josephine Dunn) est une actrice américaine née le 1er mai 1906 à New York et morte le 3 février 1983 à Thousand Oaks (Californie).

## Biographie
Elle fit partie de la troupe des Ziegfeld Follies, puis, en 1924, rejoignit Broadway. Deux ans plus tard, elle fut repérée par la Paramount qui l'engagea. Elle fait partie des dix-neuf élèves de la première promotion de la Paramount Acting School dirigée par Jesse L. Lasky ayant ouvert ses portes à Astoria en juillet 1925. Elle se fit remarquer dans le film de David Wark Griffith, The Sorrows of Satan. Elle continua sa carrière jusqu'en 1933, date à laquelle elle se retira peu à peu des écrans pour ne plus faire que des apparitions dans quelques films.
Elle fut mariée quatre fois et sélectionnée en 1929 comme Wampas Baby Star.

## Filmographie
- 1926 : Son fils avait raison (Fascinating Youth) de Sam Wood
- 1926 : Un conte d'apothicaire (It's the Old Army Game) de A. Edward Sutherland
- 1926 : The Sorrows of Satan
- 1927 : Love's Greatest Mistake de A. Edward Sutherland
- 1927 : Sapeurs... sans reproche (Fireman, Save My Child) de A. Edward Sutherland
- 1927 : Les Gaietés de l'infanterie (With Love and Hisses) de Fred Guiol
- 1927 : L'École des sirènes (Swim Girl, Swim) de Clarence G. Badger
- 1927 : Monsieur... Mademoiselle (She's a Sheik) de Clarence G. Badger
- 1927 : Il faut que tu m'épouses (Get Your Man) de Dorothy Arzner
- 1928 : L'Âme d'une nation (We Americans) de Edward Sloman
- 1928 : A Million for Love
- 1928 : Le Fardeau (Excess Baggage) de James Cruze
- 1928 : Le Fou chantant (The Singing Fool) de Lloyd Bacon
- 1929 : All at Sea (en) d'Alfred J. Goulding
- 1929 : Sin Sister
- 1929 : Chinoiseries (China Bound) de Charles Reisner
- 1929 : A Man's Man
- 1929 : Black Magic
- 1929 : Melody Lane
- 1929 : Jeunes filles modernes (Our Modern Maidens) de Jack Conway
- 1929 : Big Time
- 1929 : A Most Immoral Lady
- 1929 : Rythmes rouges (Red Hot Rhythm) de Leo McCarey
- 1930 : Safety in Numbers
- 1930 : Second Honeymoon
- 1930 : Madonna of the Streets
- 1931 : Air Police
- 1931 : Stay Out
- 1931 : Sealed Lips
- 1932 : Two Kinds of Women de William C. de Mille
- 1932 : Murder at Dawn de Richard Thorpe
- 1932 : Une heure près de toi (One hour with You) de Ernst Lubitsch
- 1932 : Forbidden Company de Richard Thorpe
- 1932 : Big City Blues
- 1932 : The Fighting Gentleman
- 1932 : Between Fighting Men
- 1932 : Fast Life
- 1933 : Playthings of Desire
- 1935 : The Seminoles
- 1938 : Birth of a Baby